# جيريمي فال
جيريمي فال (بالإنجليزية: Jeremy Fall)‏ هو مالك ملهى ليلي ‏ ورائد أعمال وصحفي أمريكي، ولد في 3 أغسطس 1990 في لوس أنجلوس في الولايات المتحدة.

## روابط خارجية
- جيريمي فال على موقع IMDb (الإنجليزية)